# Undertale
Undertale (Андерте́йл; укр. Підземна казка) — рольова відеогра, яку розробив Тобі Фокс. Гравець керує людською дитиною, що випадково потрапила до підземного світу, заселеного почварами. Рішення, ухвалені гравцем під час проходження гри, сильно впливають на подальший розвиток сюжету .
Тобі Фокс виступив сценаристом, програмістом, дизайнером і композитором. З художнім оформленням йому допомагала дизайнерка Теммі Чанґ. За словами Фокса, на створення Undertale його, серед іншого, надихнули серії відеоігор Mother та Mario & Luigi, гра Touhou Project, а також комедійний телесеріал «Містер Бін» .
Undertale вперше було випущено 15 вересня 2015 року в сервісі цифрової дистрибуції Steam для операційних систем Microsoft Windows та OS X, згодом її портували для Linux, PlayStation 4, PlayStation Vita, Nintendo Switch та Xbox One. .
Гру дуже позитивно сприйняли критики, високу оцінку отримали сюжет, система битви та музичний супровід, численні видання назвали Undertale грою року . Undertale відзначилася фінансовим успіхом, а також була номінована на численні нагороди .
2018 року Тобі Фокс випустив першу частину гри Deltarune, що не є сиквелом чи приквелом до попередньої праці Фокса, проте, за його словами, «призначена для людей, які пройшли Undertale» .

## Ігровий процес
В Undertale використовується двовимірна графіка. Гравець, керуючи персонажем, досліджує підземелля й виконує різні завдання, щоб просуватися сюжетом. Цей світ кишить монстрами, які інколи можуть нападати на персонажа. Гравець може обрати чи вбити нападника, чи вирішити все мирно. Моральний вибір, зроблений гравцем, докорінно впливає на історію гри.
Режим битви вмикається в сутичках з нападниками, де гравець керує серцем, що символізує душу його персонажа, й ухиляється від ударів монстрів. Механіка бою дещо нагадує жанр відеоігор Shoot 'em up. З розвитком сюжету структура битви урізноманітнюється новими елементами. За допомогою кнопок на екрані гравець обирає один із чотирьох способів взаємодії із супротивником: битва, дія, речі, пощада. Обираючи битву, гравець атакує монстра, а після його убивства отримує досвід. Натискаючи кнопку дії, можна поспілкуватися з монстром і владнати конфлікт, щоб закінчити битву кнопкою пощади. Через кнопку речі можна з'їсти раніше знайдений харч, щоб відновити втрачене під час бою здоров'я або екіпірувати зброю чи броню.
Під час битви монстри розмовлятимуть із персонажем. З їхніх слів гравець може визначити, який підхід слід застосувати до відповідного монстра. Ворожі атаки змінюються залежно від того, як гравець взаємодіє з супротивником: якщо вибрано мирний шлях, атаки ворога є легкими, якщо насильницький — важкими. Після завершення бою персонаж отримує золото, за яке може купити їжу та інші речі.

## Сюжет

Зустріч людини зі скелетом Сансом

### Основна частина
Сюжет Undertale розгортається в Підземеллі (англ. Underground), де живуть монстри. Хоча у минулому монстри нарівно жили з людьми, між ними спалахнула війна й людські чаклуни запечатали їх під землею за допомогою чарівного бар'єра. Єдиною лазівкою в підземний світ є вхід до печери гори Еботт.
Одного дня на гору Еботт підіймається людська дитина (персонаж, яким керує гравець). Вона ненароком провалюється у Підземелля, де її зустрічає Квітик (англ. Flowey) — квітка, що вміє говорити. Він навчає персонажа механіки гри й заохочує підняти свій «РВ» («рівень веселощів»). «РВ» підіймається за допомогою досвіду, який можна отримати через убивство монстрів. Квітик каже, що «у цьому світі — вбивай або будеш убитим», і намагається стратити людину, щоб забрати її душу. Проте дитину рятує Торіель, монстр, яка схожа на козу. Вона вчить персонажа розгадувати загадки, що розкидані Підземеллям, і вирішувати конфлікти мирно, не вбиваючи інших. Торіель хоче прихистити дитину в себе й уберегти її від Азґора Дрімурра, короля Підземелля.
Але дитина покидає Торіель і прагне повернутися додому. Персонажу потрібно дістатися замку Азґора, у якому розташований бар'єр, що веде до поверхні. Дорогою туди людина зустрічається з монстрами, серед яких: скелети Санс і Папайрус, два брати-охоронці сніжного лісу; Андайн, очільниця королівської варти; Альфіс, королівська наукова співробітниця; Меттатон, робот-телеведучий, якого створила Альфіс. Під час мандрів головний герой дізнається про причини війни між людьми й монстрами. Азріель, син Азґора і Торіель, подружився з першою людською дитиною, яка впала у Підземелля. Одного разу людина з'їла отруйну квітку й померла. Азріель повернув тіло людям, але вони подумали, що це він убив дитину, і смертельно поранили його. Король Азґор оголосив людям війну. Відтоді Азґор прагне зламати бар'єр. Щоб це зробити, необхідно дістати сім людських душ, з яких Азґорові бракує лише однієї.

### Закінчення
Закінчення відеогри залежить від поводження гравця з монстрами. Усього їх три: нейтральне, справжнє мирне та нещадне/геноцидне (англ. neutral run, true pacifist run, no mercy/genocide run).

#### Нейтральне закінчення
Якщо гравець убив не всіх істот або жодної, людина прибуває до замку Азґора, де її зупиняє скелет Санс. Він викриває, що РВ, який збільшувався через убивства почвар, насправді означає «рівень варварства». Санс судить людину, ґрунтуючись на її рішеннях упродовж гри. В залежності від дій гравця існує 15 варіантів цього діалогу. Потім людина стає до бою з Азґором, але їхній герць перериває Квітик — він убиває Азґора та викрадає людські душі. Душі повстають проти Квітика, що допомагає людині перемогти його. В кінці бою людина непритомніє і приходить до тями вже на людському боці бар'єра. Їй телефонує Санс і розповідає про ситуацію в Підземеллі. В залежності від дій гравця існує 81 варіант цього діалогу.

#### Мирне закінчення
Якщо гравець не вбиває жодного монстра, подружившись із трьома персонажами (Папайрус, Андайн та Альфіс), він дізнається, що Квітик це перевтілення Азріеля, що його створила Альфіс у глибині своєї лабораторії. Торіель, разом з іншими монстрами, запобігає битві з Азґором. Проте Квітик намагається перешкодити мирному кінцеві: він поглинає душі монстрів, аби прийняти форму Азріеля, та кидає людині виклик. Людині вдається перемогти та визволити своїх друзів. Азріель перевтілюється у дитину та втрачає свою злобу. Він вибачається за все, що скоїв, і допомагає зруйнувати бар'єр. Людина непритомніє і пробуджується, оточена своїми друзями. Монстри знову стають добрими сусідами людей на поверхні.

#### Нещадне (геноцидне) закінчення
Це закінчення настає в тому разі, якщо гравець убив усіх монстрів. На Фріск починає впливати дух Кари, першої упалої до Підземелля людини. Коли Фріск дістається замку Азґора, Санс робить спробу зупинити людину, але Фріск його убиває. Квітик, намагаючись випросити пощаду, вбиває Азґора, але Фріск однаково його страчує. Дух Кари стає дедалі могутнішим, і врешті, незалежно від згоди Фріск, Кара знищує всесвіт. Якщо гравець вирішить здобути справжнє мирне закінчення після нещадного/геноцидного, якщо гравець обрав залишитись у Торіель, то в фіналі такої гри обличчя Фріск перетвориться на обличчя Кари, а згодом пролунає зловісний сміх. Якщо гравець не обрав залишитись з Торіель, то у фінальній картині з головними персонажами гри, голови всіх монстрів будуть перечеркнуті, а Фріск перетвориться на Кару.

## Світ
Світ гри складається з кількох ключових зон, розташованих в Підземеллі на горі Еботт: Руїни (англ. Ruins) — покинута територія, де живе Торіель. Тут гравець починає свою подорож. Засніжжя (англ. Snowdin) — засніжене селище, наповнене доброзичливими монстрами. Водоспадддя (англ. Waterfall) — загадкова та меланхолійна зона, де гравець дізнається більше про історію монстрів. Жаркрай (англ. Hotland) — технократичний регіон, де мешкає вчена Альфіс. Справжня Лабораторія (англ. True Lab) — Таємна зона, доступна лише в певних умовах проходження гри на мирне закінчення. Розкриває правду про експерименти Альфіс.  Ядро (англ. The Core) — центр енергії, який веде до столиці. Новий Дім (англ. New Home) — покинутий замок, де раніше правили Азґор та Торіель. Бар’єр (англ. The Barrier) — магічна перешкода, що не дозволяє монстрам вийти на поверхню без людських душ.

### Проблематика

#### Вибір і наслідки
Undertale звертає увагу на важливість морального вибору гравця та його наслідків. Кожен вибір, навіть просте рішення, як перемогти монстра, тобто його вбивство, має реальні й відчутні наслідки, що ставлять гравця перед необхідністю зіткнутися з наслідками своїх дій. Гра активно підкреслює, що кожен крок на шляху насильства веде до незворотних змін у світі.

#### Емпатія
Гра заохочує гравця розуміти почуття інших, навіть якщо вони здаються ворогами. У багатьох випадках вороги в грі не бажають битися, а натомість демонструють емоції, страх або сумнів. Гравець має можливість взаємодіяти з ними, розуміти їхні почуття та знаходити мирні рішення. Гра не лише має риторичну наративну природу, а й виконує деконструкцію жанру RPG, використовуючи емоційну силу геймплею для пробудження роздумів про відповідальність і підвищення усвідомлення гравцем насильства та його наслідків.

#### Травма і втрати

Червоне серце (Red Soul) — форма душі гравця, яка символізує рішучість (Determination).

Багато персонажів пережили втрати: Торіель і Азґор втратили своїх дітей — Азріеля та прийомну дитину Кару, а також родину загалом; Альфіс страждає через провал експериментів програми «Рішучість», у рамках якої замість винайдення особливої сили, притаманної лише людям та розрушення бар'єру, були створені Амальгамати — померлі монстри, що злилися в деформовані істоти, які вже не можуть повернутися до колишнього вигляду. Через це Альфіс відчуває сором, провину та тиск через невдачу. Вона ховає правду про свої експерименти від усіх, замикається у собі, часто бреше й навіть соромиться власної особистості, відчуваючи тиск відповідальності за свої вчинки.

#### Ізоляція та надія
Монстри були вигнані людьми після війни між расами та замкнені в Підземеллі за магічним бар’єром. Вони не можуть вибратися, бо для зламу бар’єра потрібна душа сімох людей. Більшість монстрів живуть у надії, що колись знову зможуть побачити поверхню:
|  | Свобода може бути ближче, ніж ми всі думали. — Альфіс Оригінальний текст (англ.) Freedom might be closer than we all thought. — Alphys |

#### Самопізнання
Багато персонажів Undertale, зокрема Фріск, Квітик та Кара, проходять шлях самопізнання. Гра глибоко досліджує теми ідентичності, морального вибору та особистісного розвитку. У фіналі істинного мирного маршруту гравець дізнається, що ім'я головного героя — Фріск. Це розкриття символізує завершення шляху самопізнання, де герой усвідомлює свою справжню сутність і приймає її. Квітик, колишній Азріель, втратив здатність відчувати емоції після втрати душі. Його поведінка, позбавлена емпатії, є результатом цієї втрати. Однак у фіналі істинного мирного маршруту Азріель тимчасово відновлює свою форму та емоції, що дозволяє йому усвідомити свої дії та попросити прощення. Кара, перша людина, яка впала в Підземелля, має складну ідентичність. Її вплив на гру залежить від вибору гравця. Вона з’являється тільки на геноцидному маршруті де стає активною силою, що відображає темні аспекти гравця.

#### Циклічність і контроль
Гра порушує питання контролю, свободи волі та детермінізму, особливо через персонажа Чару і механіку перезавантаження.
Кара — це не просто персонаж, а символ дій гравця. У геноцидному маршруті Кара «пробуджується», коли гравець навмисно вбиває всіх. У фіналі гравець уже не керує Карою — це вже Кара керує гравцем, де після фіналу геноциду, Кара «забирає» душу гравця в обмін на знищення світу. Після цього будь-яке нове проходження має темний фінал, навіть у Пасифістичному маршруті.

## Розробка

### Збір коштів
Тобі Фокс створив Undertale за 32 місяці. 25 червня 2013 року він започаткував кампанію на вебсайті «Kickstarter», з метою зібрати $5000. Але проєкт Фокса так зацікавив користувачів мережі, що зрештою було зібрано $51124. Коли Фокс розпочав роботу над Undertale, він передусім створив систему битви за допомогою конструктора GameMaker.
Фокс розробив усю гру самостійно, лише з графікою йому допомагала дизайнерка Теммі Чанґ. Фокс майже не мав досвіду у створенні ігор: колись, разом зі своїми трьома братами, він намагався робити рольові ігри за допомогою RPG Maker 2000, але ніколи не завершував свої проєкти; також, у старшій школі, він працював над модифікаціями гри EarthBound. Фокс оформлював персонажів примітивно, оскільки, за його спостереженнями, люди більше прив'язувались не до надмірно деталізованих персонажів, а до намальованих по-простому. За його словами, стиль, у якому виконано гру, ймовірно, залишився б старим, навіть якби він мав змогу зібрати велику команду художників.

### Дизайн
Тобі хотів розробити дизайн Undertale так, щоб він не був схожий на узвичаєне оформлення рольових ігор, яке він сам вважав «нудним». Фокс прагнув створити гру з «цікавими персонажами», яка «використовує середовище як засіб оповідання <…> замість того, щоб відокремлювати ігровий світ від сюжету».
Оформлюючи режим битви для Undertale, Фокс надихався серіями відеоігор Touhou Project та Mario & Luigi. Тобі хотів, щоб режим битви у його грі був настільки ж красивим, як у Super Mario RPG (1996) та Mario & Luigi: Superstar Saga (2003).

Систему діалогів він розробляв під упливом гри Shin Megami Tensei (1992), зокрема було перейнято механіку ігрового процесу, в якій гравці можуть заговорити до нападника, щоб уникнути конфлікту. Проте на відміну від Shin Megami Tensei, у якій через невдалий вибір репліки в діалозі гравець мусив битися з суперником, Undertale дає можливість шукати підхід до монстра стільки, скільки це необхідно. 
|             | Я хотів створити таку систему, яка задовольнила б мою потребу розмови з монстрами |
| — Тобі Фокс |                                                                                   |

В окремих ігрових місцинах Undertale (а також загалом у сюжетній динаміці) можна знайти паралелі з японською рольовою відеогрою Chrono Trigger.

### Сценарій
За словами Фокса, на створення сюжету, в якому людина опиняється в пастці підземного світу, його надихнула відеогра Brandish. Також джерелами натхнення слугували інтернетна  культура і комедійні шоу на зразок «Містера Біна». Пишучи сценарій, Фокс прагнув руйнувати кліше, які встигли закріпитися у відеоіграх. Наприклад, він не став додавати в Undertale типові для рольових ігор квести, у яких гравець мав шукати певні предмети. На його думку, такі квести лише навівали нудьгу.
Він вважав, що ретельне наповнення ігрового світу це цілком природний процес, тому що цей світ виявляє історії тих, хто живе в ньому. Фокс волів зробити кожного монстра особистістю, аби відмежуватися від інших рольових ігор з рутинними й безтямними монстрами.
Торіель стала одним з перших героїв, яких вигадав Фокс: він задумав її як протиставлення шаблонним персонажам-компаньйонам у рольових іграх (як-от Фі у The Legend of Zelda: Skyward Sword). Фокс зробив Торіель лагідною і дбайливою, позаяк вважав, що в рольових відеоіграх бракує нефальшивих материнських образів. На його думку, у таких серіях відеоігор як Pokémon, матері являють собою «функції, а не справжніх персонажів».

### Звукова доріжка
Самовчений музи́ка Тобі Фокс написав звукову доріжку для гри самостійно. Його надихала музика з рольових ігор, випущених Super Nintendo Entertainment System (як-от EarthBound), а також з вебкоміксу Homestuck (для якого Фокс колись сам створював композиції). Деяка музика в Undertale раніше використовувалася в інших творах; наприклад, композицію MEGALOVANIA можна почути у вищезгаданому Homestuck та моді до гри EarthBound. Для кожної ігрової локації Фокс спочатку писав музику, а вже потім вдавався до програмування. Спочатку він планував створювати звукову доріжку за допомогою музичного трекера, але згодом відмовився від ідеї, оскільки уважив цю програму занадто клопітною. До річного ювілею гри Фокс опублікував у своєму блозі п'ять невикористаних композицій для Undertale. Чотири з них згодом було випущено як офіційний завантажуваний вміст до гри Groove Coaster.
Критики вкрай позитивно відгукнулися про музику в Undertale; деякі оглядачі називали звукову доріжку однією з причин успіху гри.

## Випуск
15 вересня 2015 року Undertale та її офіційну звукову доріжку було випущено для операційних систем Microsoft Windows та OS X, 17 липня 2016 — для Linux. Окрім офіційної звукової доріжки, було представлено два додаткових альбоми з кавер-версіями композицій, що використовувалися в грі: Determination, у жанрі гевіметал та електроніка, і Live at Grillby's, у жанрі джаз. Інший джазовий альбом за мотивами музики Undertale під назвою Prescription for Sleep випустили 2016-го. Того ж року доступним для купівлі стало вінілове видання звукової доріжки. 2017 та 2018 років було випущено офіційні збірки нот до композицій Undertale, а також цифрові альбоми з виконанням цих композицій на піаніно.
2017-го, на виставці Е3, Sony Interactive Entertainment оголосила, що гру Тобі Фокса буде випущено для гральних консолей PlayStation 4 та PlayStation Vita; тоді ж Undertale отримала японську локалізацію та роздрібну версію, яка стала доступною 5 серпня 2017 року. У березні 2018 року, на презентації Nintendo Direct, був анонсований випуск версії гри для Nintendo Switch, що відбувся 15 вересня 2018 року в Японії та 18 вересня 2018 року для решти світу.

### Відмінності консольної версії від ПК
На відміну від ПК-версії, PlayStation 4, Vita, Xbox містять низку досягнень за проходження гри. Більшість досягнень пов’язані або з пожертвами в Храм Пса, або з досягненням певних локацій у грі; варто зазначити, що жодне з них не базується на отриманні конкретних фіналів. Консольна версія гри Nintendo Switch містить ексклюзивного боса — Mad Mew Mew. На Xbox Храм Пса перероблено на казино, де персонаж більше не виступає босом, а з’являється лише як NPC. Через наявність азартних ігор віковий рейтинг гри у версії для Xbox було підвищено з E10+ до Teen. Згодом рейтинг знову було знижено до E10+.

### Продажі
Станом на кінець 2015 року, згідно з попереднім звітом Steam Spy, Undertale була однією з найпродаваніших ігор на Steam, з 530 343 проданими копіями. До початку лютого 2016 року гра подолала позначку в один мільйон продажів, а до липня 2018 року мала 3 581 310 гравців на Steam. Цифрові продажі в Японії для PlayStation 4 та PlayStation Vita перевищили 100 000 копій до лютого 2018 року. Станом на березень 2019 року Undertale входила до десятки найпродаваніших інді-ігор на Nintendo Switch. За весь час, за оцінками Steam Spy, Undertale було продано в кількості від 5 до 10 мільйонів копій на Steam.

## Сприйняття
| Агрегатор  | Оцінка                               |
| ---------- | ------------------------------------ |
| Metacritic | (PC) 92/100 (PS4) 92/100 (NS) 93/100 |

| Видання        | Оцінка |
| -------------- | ------ |
| Destructoid    | 10/10  |
| Game Informer  | 9.5/10 |
| GameSpot       | 9/10   |
| Giant Bomb     | [ 86 ] |
| IGN            | 10/10  |
| PC Gamer (США) | 91/100 |
| USgamer        | [ 89 ] |

Undertale отримала високі оцінки критиків, численні видання назвали її культовою грою. Вебсайт Metacritic, на основі 43 відгуків, оцінив гру 92 балами зі 100 та включив її у список 50 найкращих ігор усіх часів. Згідно з цим же сайтом, Undertale посідає четверте місце серед найпопулярніших ігор 2015 року.
Різні відеоігрові видання включали Undertale в списки найкращих ігор 2015 року, зокрема Rock, Paper, Shotgun і GameFAQs. Численні видання оголошували Undertale грою року, серед таких були The Jimquisition, Zero Punctuation, IGN, Destructoid.
Критики схвально оцінили сценарій Undertale. Зокрема закладений у нього гумор, неповторних персонажів і систему битви. Тайлер Гікс із сайту GameSpot назвав Undertale «однією з найпрогресивніших та найінноваційніших рольових ігор останнього часу».
Денієл Так з Game Informer назвав бойову систему гри «неймовірно нюансованою» й відзначив унікальність кожної зустрічі зі супротивником, а Остін Вокер з Giant Bomb високо оцінив комплексність режиму битви. Келі Плаґ з IGN та дописувач The Boston Globe Джессі Сінґал похвалили можливість уникати бою за допомогою дружньої розмови. Рецензент The Escapist назвав Undertale найзахопливішою грою 2015 року, зазначивши, що сюжет може й розвеселити гравця, й зажурити його. Бен Девіс із вебсайту Destructoid похвалив Undertale, відзначивши гумор і персонажів, а також порівняв її атмосферу з грою Cave Story.
Неоднозначні рецензії отримала графіка Undertale. Остін Вокер з Giant Bomb відгукнувся про неї позитивно, назвавши її «простою і приємною». Зі свого боку, дописувачка IGN Келі Плаґ заявила, що графіка Undertale неприваблива, а подеколи й геть потворна, проте музика й анімації це компенсують. Денієл Так написав, що стиль відеогри органічно поєднується з її антуражем.

### Фандом
Фандом відзначений створенням різноманітних фан-ігор, які пропонують унікальні історії та ігрові механіки, засновані на світі Undertale. Однією з найпопулярніших фан-ігор є спін-офф Undertale Yellow, яка після семи років розробки була випущена в 2023 році та здобула популярність, досягнувши 350,000 завантажень за місяць.
Фан-база стала об'єктом суперечок, що призвело до набуття негативної репутації. Частково це було через суперечки серед фанів щодо правильного способу проходження гри. Після випуску гри деякі стрімери зазнали переслідувань з боку фанатів за те, що вбивали ворогів у грі та намагалися пройти геноцидний маршрут.
У липні 2016 року, під час саміту про Інтернет, що відбувся у Ватикані, ютубер Метью Роберт Патрік (MatPat) подарував копію Undertale Папі Франциску. MatPat пояснив свій вибір подарунка, пославшись на основну тему Undertale про милосердя. Пізніше, у січні 2022 року, циркова трупа виступила перед Папою під час його щотижневої аудієнції у Ватикані під мелодію «Megalovania».
У вересні 2020 року на честь п’ятиріччя гри японський оркестровий колектив Music Engine виконав концерт з повноцінним оркестровим виконанням саундтреку до гри, що відбувся у Токіо. У червні 2025 року в Лондоні на Eventium Apollo відбудеться оркестровий концерт на честь десятиріччя гри.

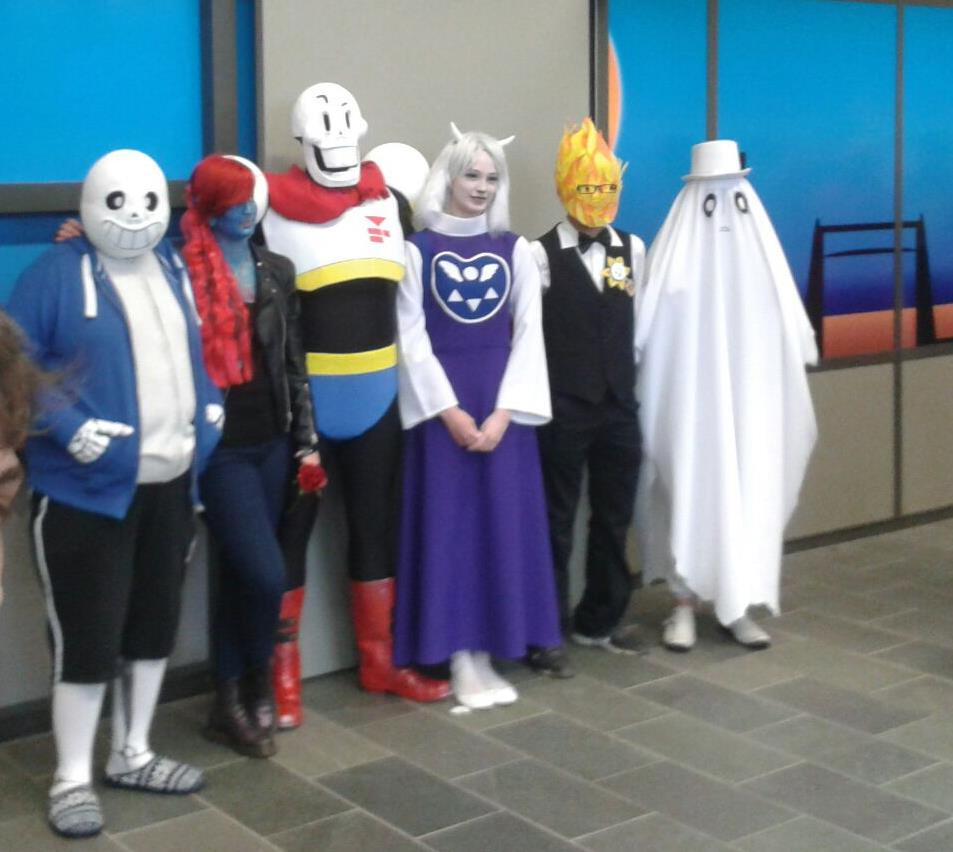
Косплеєри персонажів Undertale на конвенції фанатів Tsunacon 2016. Роттердам, Нідерланди
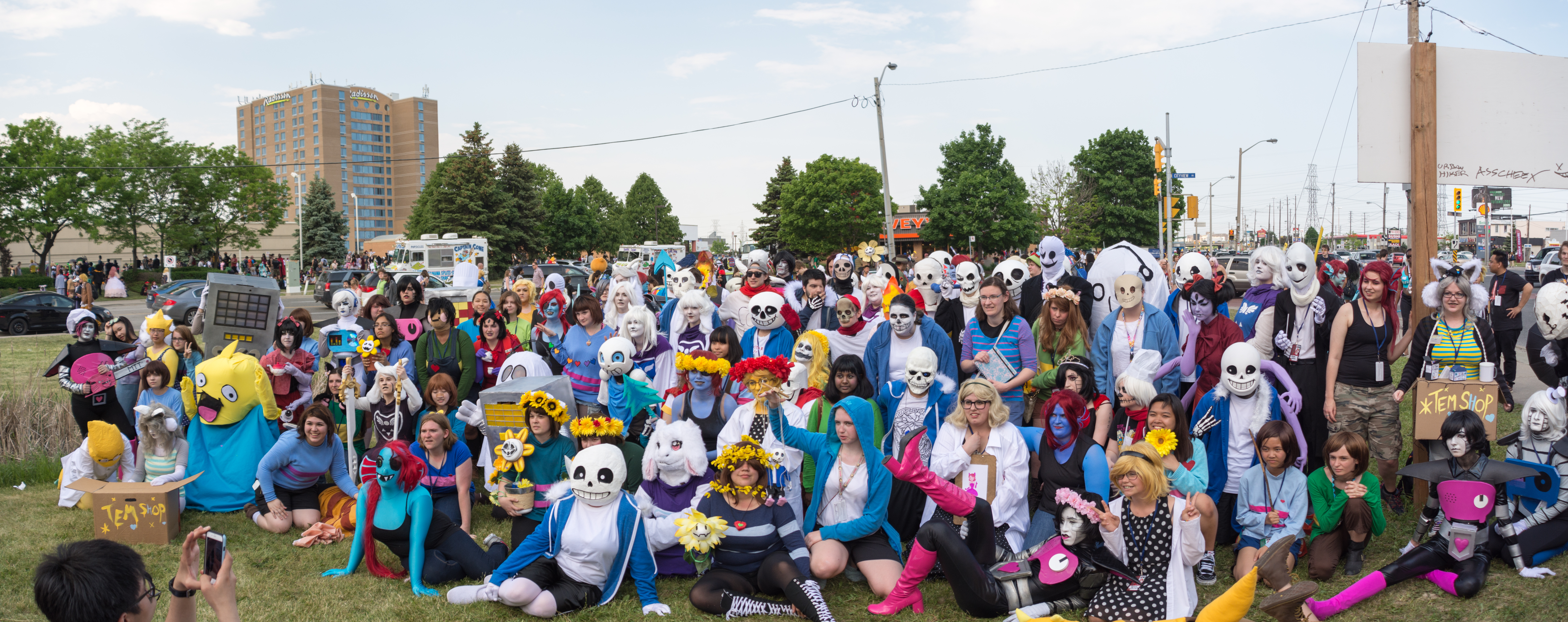
Косплеєри персонажів Undertale на конвенції фанатів Anime North 2016 Undertale Saturday. Торонто, Канада

## Нагороди й номінації
Undertale здобула 8 нагород і 24 номінацій у різних категоріях, отримавши похвалу за сюжет, саундтрек, ігровий дизайн та рольову складову.
На Destructoid гра отримала нагороду за найкращу гру на ПК. У конкурсі Best of 2015 від IGN гра отримала дві нагороди за «Найкращий сюжет», «Гра року» та дві номінації «Найкраща RPG-гра», «Інноваційна нагорода». Академія інтерактивних мистецтв і наук номінувала Undertale у категоріях: «Рольова/багатокористувацька гра року», «Видатне досягнення у гральній галузі» та «Премія DICE Sprite Award». На Game Developers Choice Awards гра була номінована на нагороду за «Інновації», «Найкращий дебют» та «Найкращий сюжет». У 2016 році на Independent Games Festival гра виграла в категорії «Глядацька нагорода» і отримала три номінації: за «Досконале звукове оформлення», «Найкращий сюжет» та «Приз імені Сіємуса Мак-Наллі». На SXSW Gaming Awards Undertale отримала нагороду як найуспішніша краудфандингова гра і «Приз імені Меттью Крампа». Того ж року на Steam Awards гру номінували в категорії «Я не плачу, просто щось потрапило в око», через два роки вони знову номінували гру, але вже за «Найкращий саундтрек». Міністерство економіки і промисловості Японії у 2018 році нагородила гру за «Відмінні досягнення у сфері відеоігор».
У 2019 році видання Polygon включило гру до списку найкращих за десятиліття, де гра посіла 52 місце. У 2021 році IGN поставив Undertale на 20-те місце у списку найвеличніших ігор усіх часів, а в Японії за результатами національного опитування TV Asahi серед понад 50 000 гравців Undertale зайняла 13-те місце серед найкращих ігор усіх часів.
| Нагорода                          | Дата              | Категорія                                                 | Підсумок    | Прим.   |
| --------------------------------- | ----------------- | --------------------------------------------------------- | ----------- | ------- |
| Global Game Awards                | 27 листопада 2015 | Найкраща інді-гра                                         | Друге місце | [ 116 ] |
| The Game Awards                   | 3 грудня 2015     | Найкраща незалежна гра                                    | Номінація   | [ 117 ] |
| The Game Awards                   | 3 грудня 2015     | Прогресивні ігри                                          | Номінація   | [ 117 ] |
| The Game Awards                   | 3 грудня 2015     | Найкраща рольова гра                                      | Номінація   | [ 117 ] |
| Destructoid Awards                | 22 грудня 2015    | Найкраща гра для ПК                                       | Перемога    | [ 101 ] |
| IGN Awards                        | 8 січня 2016      | Гра року                                                  | Перемога    | [ 118 ] |
| IGN Awards                        | 8 січня 2016      | Історія                                                   | Перемога    | [ 119 ] |
| IGN Awards                        | 8 січня 2016      | Найкраща RPG-гра                                          | Номінація   | [ 120 ] |
| IGN Awards                        | 8 січня 2016      | Інноваційна нагорода                                      | Номінація   | [ 121 ] |
| D.I.C.E. Awards                   | 18 лютого 2016    | Видатні досягнення у гральній галузі                      | Номінація   | [ 122 ] |
| D.I.C.E. Awards                   | 18 лютого 2016    | DICE Sprite Award                                         | Номінація   | [ 122 ] |
| D.I.C.E. Awards                   | 18 лютого 2016    | Рольова / багатокористувацька гра року                    | Номінація   | [ 122 ] |
| Game Developers Choice Awards     | 16 березня 2016   | Інноваційна нагорода                                      | Номінація   | [ 123 ] |
| Game Developers Choice Awards     | 16 березня 2016   | Найкращий дебют                                           | Номінація   | [ 123 ] |
| Game Developers Choice Awards     | 16 березня 2016   | Найкращий сюжет                                           | Номінація   | [ 123 ] |
| Independent Games Festival Awards | 16 березня 2016   | Приз Сіємуса Мак-Наллі                                    | Номінація   | [ 124 ] |
| Independent Games Festival Awards | 16 березня 2016   | Звукове оформлення                                        | Номінація   | [ 124 ] |
| Independent Games Festival Awards | 16 березня 2016   | Сюжет                                                     | Номінація   | [ 124 ] |
| Independent Games Festival Awards | 16 березня 2016   | Глядацька нагорода                                        | Перемога    | [ 125 ] |
| SXSW Gaming Awards                | 19 березня 2016   | Гра року                                                  | Номінація   | [ 126 ] |
| SXSW Gaming Awards                | 19 березня 2016   | Заслуга в ігровому процесі                                | Номінація   | [ 126 ] |
| SXSW Gaming Awards                | 19 березня 2016   | Найперспективніша нова інтелектуальна власність           | Номінація   | [ 126 ] |
| SXSW Gaming Awards                | 19 березня 2016   | Найкраща гра, профінансована гравцями                     | Перемога    | [ 127 ] |
| SXSW Gaming Awards                | 19 березня 2016   | Нагорода Метью Крампа                                     | Перемога    | [ 127 ] |
| NAVGTR Awards                     | 21 березня 2016   | Оригінальна рольова гра (New IP)                          | Перемога    | [ 128 ] |
| NAVGTR Awards                     | 21 березня 2016   | Original Light Mix Score (New IP)                         | Номінація   | [ 128 ] |
| NAVGTR Awards                     | 21 березня 2016   | Ігровий дизайн                                            | Номінація   | [ 128 ] |
| BAFTA Games Awards                | 7 квітня 2016     | Історія                                                   | Номінація   | [ 129 ] |
| Dragon Awards                     | 11 серпня 2016    | Найкраща фентезійна чи фантастична гра для ПК чи консолей | Номінація   | [ 130 ] |
| Steam Awards                      | 20 грудня 2016    | «Я не плачу, щось в око вскочило»                         | Номінація   | [ 131 ] |
| Steam Awards                      | 4 січня 2018      | Найкращий саундтрек                                       | Номінація   | [ 132 ] |
| Japan Game Awards                 | 23 вересня 2018   | Нагорода за відмінні досягнення                           | Перемога    | [ 133 ] |

## Deltarune
31 жовтня 2018 року Тобі Фокс випустив першу частину відеогри Deltarune для Microsoft Windows та macOS, над якою працював з 2012 року. За його словами, вона призначена для тих людей, що пройшли Undertale. Попри те, що назва Deltarune являє собою анаграму до Undertale, Фокс стверджує, що вони непов'язані, а події цих ігор відбуваються в різних світах. Також розробник повідомив, що Deltarune буде набагато масштабнішим проєктом за Undertale, тому він не виключає можливість створення команди для роботи над грою. Фокс планує тільки одне закінчення для Deltarune, що не залежатиме від рішень гравця.

## Завваги
1. ↑  Також зустрічаються такі варіанти перекладу, як «Підземна легенда», «Підземна історія» тощо.
2. ↑  англ. In this world it's kill or BE killed. — слова Квітика у грі.
3. ↑  англ. Every human that falls down here meets the same fate. I have seen it again and again. They come. They leave. They die. You naive child... If you leave the Ruins... They... ASGORE... will kill you. I am only protecting you, do you understand? Go to your room. — слова Торіель у грі.
4. ↑  англ. LVL — level of violence, англ. EXP — execution points.
5. ↑  Проєкт Фокса підтримали 2398 людей, зібрана сума була вдесятеро більша порівняно з початковою метою.
6. ↑  Що також є тільки на консольних версіях гри[69]